# Hračky Jamese Maye
Hračky Jamese Maye (v anglickém originále James May's Toy Stories) je britský dokumentární pořad, který provází typický anglický humor. Premiérově byl vysílán na stanici BBC od 27.10. do 25.12. roku 2009, v letech 2011 až 2014 byly odvysílány čtyři samostatné speciály (v české premiéře první dva uváděny jako II. a III. série). V České republice je vysílán na Prima Cool od 25. 1. 2013.

## Informace
V zábavném pořadu James May představí nejoblíbenější tradiční hračky Británie. Buduje z nich neuvěřitelné obří modely a připomene i jejich historii.

## Seznam dílů
| Název      | Název                                                | Výzva                                                                            | Premiéra ve VB | Premiéra v ČR |
| ---------- | ---------------------------------------------------- | -------------------------------------------------------------------------------- | -------------- | ------------- |
| 1          | Modelářství (Airfix)                                 | Stavba modelu letadla Spitfire v měřítku 1:1                                     | 27.9. 2009     | 25.1.2013     |
| 2          | Plastelína (Plasticine)                              | Stavba plastelínové zahrady pro Chelsea Flower Show (květinový festival Chelsea) | 3.11. 2009     | 1.2. 2013     |
| 3          | Stavebnice Merkur (Meccano)                          | Stavba mostu v Liverpoolu ze stavebnice Merkur                                   | 10.11. 2009    | 8.2. 2013     |
| 4          | Autodráha Scalextric (Scalextric)                    | Stavba autodráhy podle bývalého okruhu Brooklands                                | 17.11. 2009    | 16.2. 2013    |
| 5          | Lego (Lego)                                          | Stavba domu ze tří milionů kostek Lega                                           | 20.12. 2009    | 2.3. 2013     |
| 6          | Vláčky (Hornby)                                      | Obnova 16kilometrové trasy mezi Barnstaplem a Bidefordem pomocí modelů vlaků     | 25.12. 2009    | 24.2. 2013    |
| 1. speciál | Velký vlakový závod (Special - The Great Train Race) | James se vrací, aby se opět pokusil postavit modelářskou vlakovou trať           | 12.6. 2011     | 9.3. 2013     |
| 2. speciál | Modelářský klub (Special - Flight Club)              | James řeší problémy letu přes kanál La Manche s modelem kluzáku - povede se to?  | 23.12. 2012    | 16.3. 2013    |
| 3. speciál | The Motorcycle Diary                                 | Pokus postavit motorku se sajdkarou z Meccana (merkuru)                          | 3.1.2014       | ------------- |
| 4. speciál | Action Man at the Speed of Sound                     |                                                                                  | 25.12.2014     | 14. 8. 2015   |